# Еліас Єлерт
Еліас Єлерт Крістенсен (дан. Elias Jelert Kristensen, нар. 12 червня 2003, Вірум, Данія) — данський футболіст, фланговий захисник турецького «Галатасарая» та національної збірної Данії.

## Ігрова кар'єра

### Клубна
Еліас Єлерт починав займатися футболом у своєму рідному місті Вірум. У 2014 році він приєднався до академії столичного клубу «Копенгаген». Тривалий час грав за молодіжну команду. У серпні 2021 року Єлерт підписав з клубом перший професійний контракт. А в жовтні того року дебютував в основному складі у матчі чемпіонату Данії.
У травні 2022 року захисник продовжив дію контракту з клубом до 2026 року.
У сезоні 2022/23 Єлерт дебютував у матчах Ліги чемпіонів. А вже в наступному розіграші турніру захисник був постійним гравцем основи «Копенгагена».
25 липня 2024 року за 9 млн євро данця купив турецький гранд «Галатасарай».

### Збірна
У жовтні 2023 року у матчі відбору до Євро-2024 Еліас Єлерт дебютував у складі національної збірної Данії, коли вийшов на поле з перших хвилин у поєдинку проти команди Сан-Марино.

## Титули
Копенгаген
 Чемпіон Данії (2): 2021/22, 2022/23
 Переможець Кубка Данії: 2022/23
Копенгаген
 Переможець Кубка Туреччини: 2024/25
 Чемпіон Туреччини: 2024/25